# Kai Pahlman
Kai Pahlman (Helsinki, 8 de julio de 1935 – ibídem, 8 de marzo de 2013) fue un futbolista profesional, entrenador de fútbol, escritor y músico finlandés.

## Biografía
Kai debutó a la edad de 18 años en el HPS Helsinki, equipo en el que permaneció durante once temporadas. Posteriormente fue traspasado al HJK Helsinki, durante siete temporadas, y por último en 1971 fue traspasado al FC Lahti, durante una temporada y retirándose con 37 años de edad y con 191 goles a sus espaldas. Tras su retirada, un año después, fue contratado como entrenador del HJK Helsinki para dos temporadas. Además también fue convocado por la selección de fútbol de Finlandia, llegando a jugar 56 partidos y marcando 13 goles.
Kai también fue escritor, y en 1969 Pahlman escribió y publicó el libro Banaanipotku.
La Federación de Fútbol de Finlandia concedió a Kai Pahlman la medalla "Erik von Frenckell" en reconocimiento de un trabajo que promovió el fútbol de Finlandia, siendo incluido también en el Salón de la Fama del Fútbol de Finlandia en 1993.
Pahlman también fue músico, actuando como pianista al igual que su padre Helge Pahlman.

## Clubes

### Como jugador
| Club         | País      | Año         |
| ------------ | --------- | ----------- |
| HPS Helsinki | Finlandia | 1953 - 1964 |
| HJK Helsinki | Finlandia | 1964 - 1971 |
| FC Lahti     | Finlandia | 1971 - 1972 |

### Como entrenador
| Club         | País      | Año         |
| ------------ | --------- | ----------- |
| HJK Helsinki | Finlandia | 1973 - 1975 |

## Palmarés
- Veikkausliiga: 1957, 1970, 1973
- Máximo goleador de la Veikkausliiga: 1958, 1961, 1965
- Copa de Finlandia: 1962, 1966, 1971
- Futbolista Finlandés del año: 1958